# Eberlanzia (plant)
Eberlanzia is een geslacht uit de ijskruidfamilie (Aizoaceae). De soorten uit het geslacht komen voor van in Namibië tot in de Kaapprovincie in Zuid-Afrika.

## Soorten
- Eberlanzia clausa (Dinter) Schwantes
- Eberlanzia cyathiformis (L.Bolus) H.E.K.Hartmann
- Eberlanzia dichotoma (L.Bolus) H.E.K.Hartmann
- Eberlanzia ebracteata (L.Bolus) H.E.K.Hartmann
- Eberlanzia gravida (L.Bolus) H.E.K.Hartmann
- Eberlanzia parvibracteata (L.Bolus) H.E.K.Hartmann
- Eberlanzia schneideriana (A.Berger) H.E.K.Hartmann
- Eberlanzia sedoides (Dinter & A.Berger) Schwantes

... · 
Antimima · 
Argyroderma · 
Carpobrotus · 
Disphyma · 
Dorotheanthus · 
Gibbaeum · 
Lapidaria · 
Lithops · 
Mesembryanthemum · 
Sceletium · 
Tetragonia · 
...